# باول والتر هوزر
باول والتر هوزر (بالإنجليزية: Paul Walter Hauser)‏ هو ممثل أمريكي، ولد في 15 أكتوبر 1986 في غراند رابيدز في الولايات المتحدة.

## أعمال

### أفلام
- (2018) بلاكككلنزمن

ضيف شرف في مسلسل (دائماً مشمسة في فيلادلفيا)

## وصلات خارجية
- باول والتر هوزر على موقع IMDb (الإنجليزية)
- باول والتر هوزر على موقع ميتاكريتيك (الإنجليزية)
- باول والتر هوزر على موقع روتن توميتوز (الإنجليزية)
- باول والتر هوزر على موقع ألو سيني (الفرنسية)
- باول والتر هوزر على موقع أول موفي (الإنجليزية)
- باول والتر هوزر على موقع قاعدة بيانات الفيلم (الإنجليزية)
- باول والتر هوزر على موقع ليتربوكسد (الإنجليزية)